# Casa na Travessa de São Sebastião
A Casa na Travessa de São Sebastião é um edifício na vila de Alcantarilha, no Município de Silves, em Portugal. 

## Descrição e história
O edifício tinha uma função habitacional, e está localizado no canto entre a Travessa de São Sebastião e a Rua das Marinhas, na zona Oeste de Alcantarilha. Nas proximidades situa-se a Casa na Rua das Marinhas, n.º 2. Apresenta um estilo revivalista neo-mudéjar nas fachadas, expresso nas janelas e no pórtico, em forma de arco de ferradura, e na decoração da portada e nos capitéis do pórtico.
De acordo com a data escrita na porta principal, o edifício foi construído em 1948. Em 2013, estava aparentemente devoluto.